# Nadeem Aslam
Nadeem Aslam (Gujranwala, 11 luglio 1966) è uno scrittore pakistano naturalizzato britannico, noto in Italia soprattutto per il romanzo Mappe per amanti smarriti.

## Biografia
All'età di 14 anni, dovette abbandonare il Pakistan poiché il Governo di Muhammad Zia-ul-Haq osteggiava i comunisti come il padre. A ciò fa riferimento nella figura fittizia del protagonista di Mappe per amanti smarriti, anch'egli comunista costretto ad emigrare nel Regno Unito. La sua famiglia si trasferì a Huddersfield. Ha studiato Biochimica presso l'Università di Manchester e, come uno dei personaggi di Mappe, anche lui ha abbandonato gli studi, sentendosi più portato per una carriera artistica.
Nel 1993 esce il suo primo romanzo, Season of the Rainbirds, che gli vale il Betty Trask Award, in quanto giovane autore (under-35), e il prestigioso Authors' Club First Novel Award, in quanto esordiente.
Solo 11 anni dopo uscirà Mappe per amanti smarriti, il suo secondo romanzo, al quale intenzionalmente lavora per oltre una decade e grazie al quale, oltre a vincere l'Encore Award e il Premio Kiriyama, viene tradotto (in Italia, da Feltrinelli). Questo romanzo è un focus sulla comunità pakistana nel Regno Unito e narra, oltre all'integrazione, della difficile convivenza tra musulmani moderati ed estremisti. Il romanzo è stato pubblicato nel 2004, cioè un anno prima degli attentati a Londra.
Anche i successivi romanzi, concepiti durante la Guerra al terrorismo, (The Wasted Vigil e The Blind Man's Garden, pubblicati rispettivamente nel 2008 e nel 2013) trattano gli anni della difficile connivenza tra Occidente e Islam. Nel 2014, per The Blind, gli è conferito (assieme ad Aminatta Forna e Jim Crace) il prestigioso Windham–Campbell Literature Prize per la categoria "Fiction".

## Opere tradotte in italiano
- Maps for Lost Lovers, 2004 (Mappe per amanti smarriti, trad. di Delfina Vezzoli, Feltrinelli, Milano, 2004)
- The Wasted Vigil, 2008 (La veglia inutile, trad. di Delfina Vezzoli, Feltrinelli, Milano, 2008)
- The Blind Man's Garden, 2013 (Note a margine di una sconfitta, trad. di Delfina Vezzoli, Feltrinelli, Milano, 2014)
- The Golden Legend, 2017 (Il libro dell'acqua e di altri specchi, trad. di Norman Gobetti, Add, Torino, 2019)